# Gedenkstätte für NS-Opfer in Neustadt
Die Gedenkstätte für NS-Opfer in Neustadt wurde von einem Förderverein auf dem Gelände einer ehemaligen Kaserne in der pfälzischen Stadt Neustadt an der Weinstraße (Rheinland-Pfalz) eingerichtet. Die Gedenkstätte erinnert seit 2013 an die frühen Opfer der Nationalsozialisten unmittelbar nach der sogenannten Machtergreifung von 1933. In ihrer Ausgestaltung ist die Gedenkstätte das einzige Mahnmal dieser Art in der Pfalz.

## Geographie
Die Gedenkstätte liegt südöstlich der Kernstadt auf etwa 130 m ü. NHN an der ehemaligen Kasernenstraße auf dem Areal der früheren Turenne-Kaserne. Die Straßenanschrift der Gedenkstätte ist Le Quartier Hornbach 13 a.
Großräumig erreicht wird die Gedenkstätte über die Anschlussstelle 13 (Neustadt-Süd) der Autobahn 65 Ludwigshafen–Karlsruhe, von wo aus die Bundesstraße 39 in Richtung Innenstadt führt.

## Anlage
Die Gedenkstätte ist dem Südflügel der Turenne-Kaserne südwestlich vorgelagert und umfasst deren etwa 180 m² großes früheres Gefängnisgebäude. Der eingeschossige Walmdachbau enthält restaurierte Zellen mit vergitterten Fenstern und Gucklöchern in den Türen. Der größte Raum wurde durch den Förderverein für Vorträge hergerichtet und mit entsprechender audiovisueller Technik ausgestattet. Im gesamten Gebäude machen Infotafeln und Dossiers Angaben über einzelne Inhaftierte und SA-Bewacher sowie über die Verfolgungsmaßnahmen der Nationalsozialisten gegen politisch oder religiös Missliebige.
Das Gebäude steht im Eigentum der Hornbach Holding und wurde von dieser dem Förderverein, der für die Einrichtung und den Betrieb der Gedenkstätte verantwortlich ist, mindestens für die nächsten 25 Jahre unentgeltlich zur Verfügung gestellt. Zudem übernahm die Hornbach AG die Kosten von mehr als 20.000 Euro für die Erneuerung von Fenstern und Türen nach denkmalpflegerischen Gesichtspunkten; die rheinland-pfälzische Landesregierung und die Stadt Neustadt steuerten weitere 75.000 Euro an Fördergeldern bei. Soweit möglich, führten Mitglieder des Fördervereins Renovierungsarbeiten auch in Eigenleistung aus.

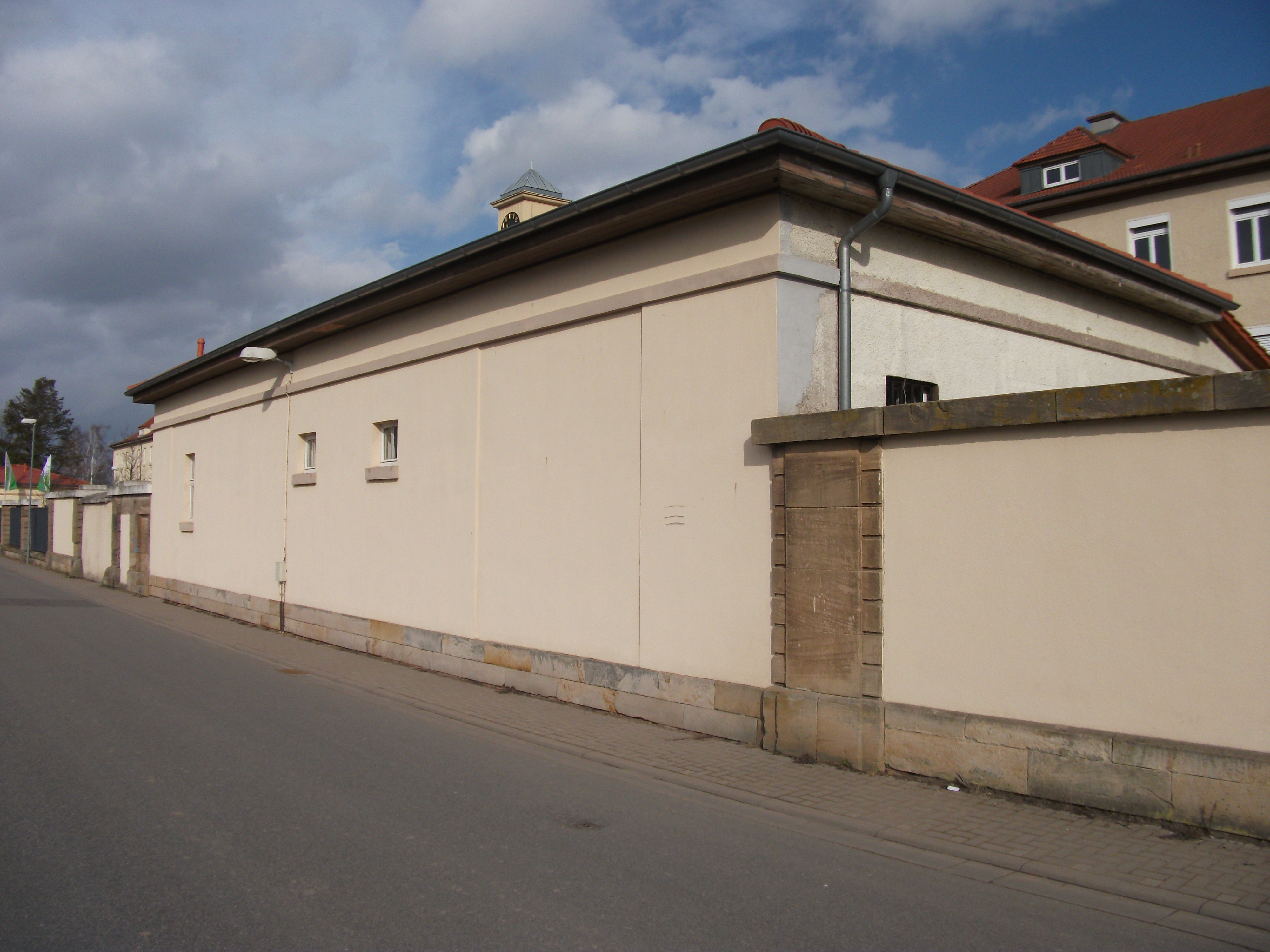
Gefängnisbau
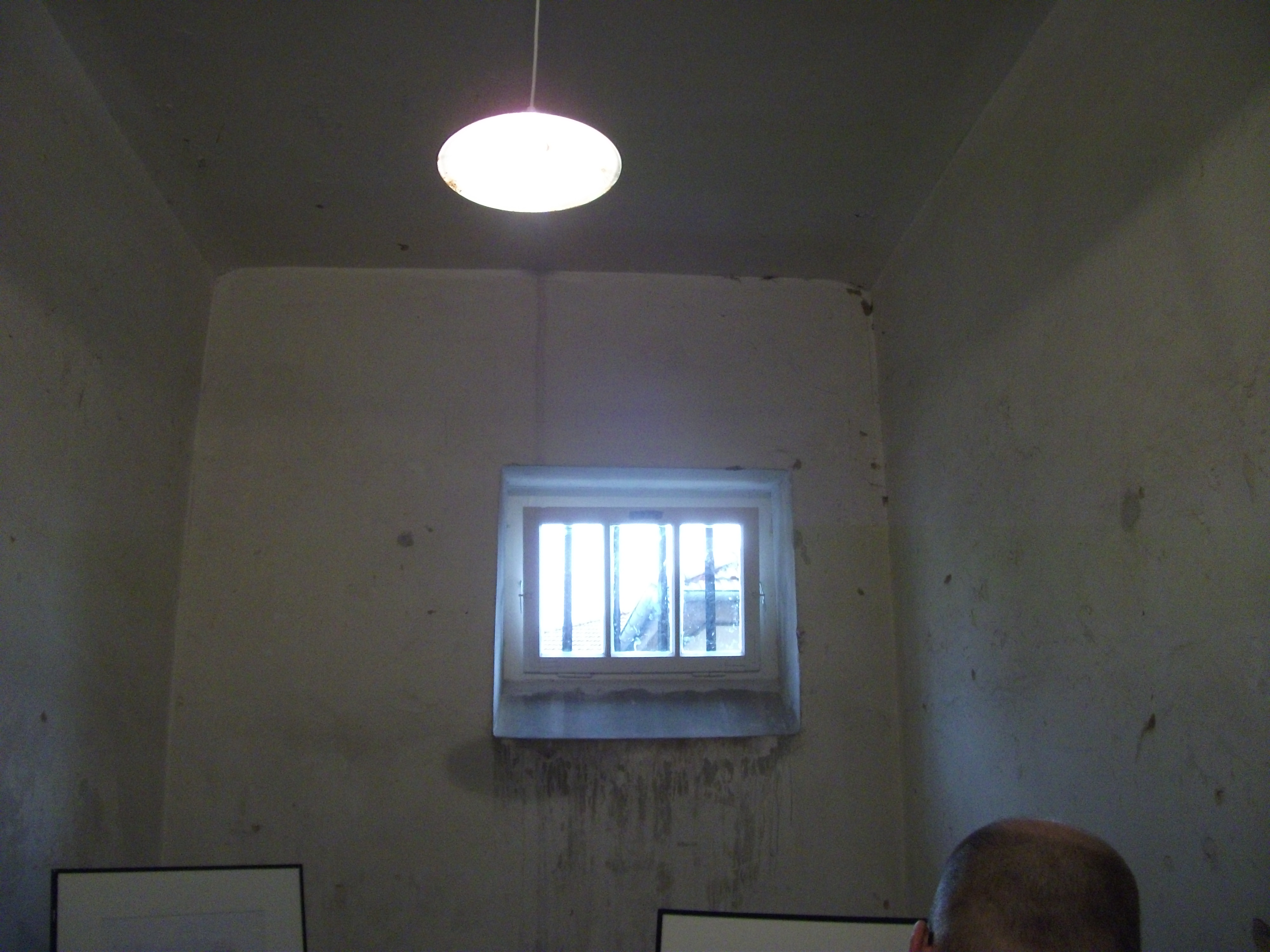
Gefängniszelle
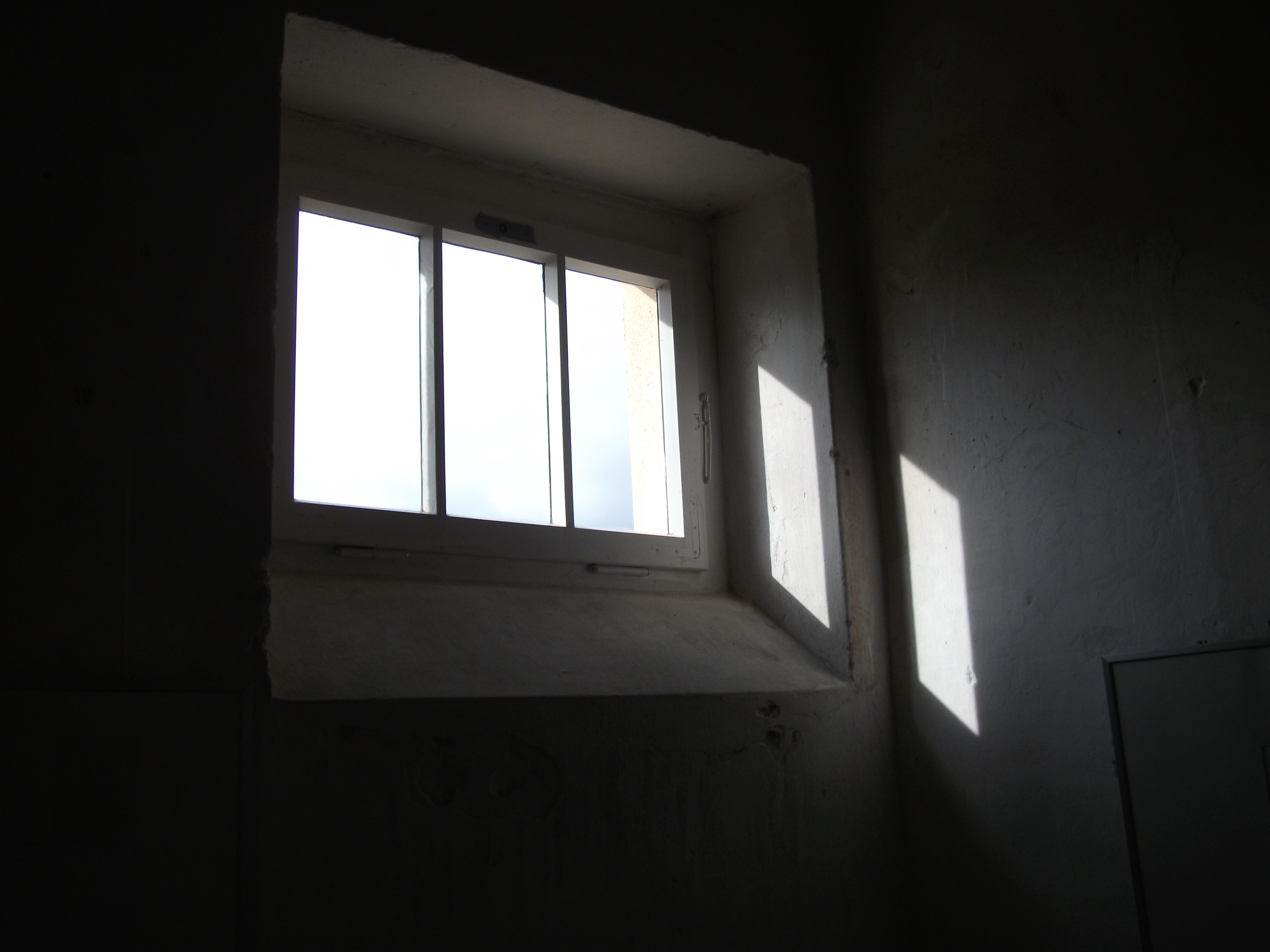
Zellenfenster von innen
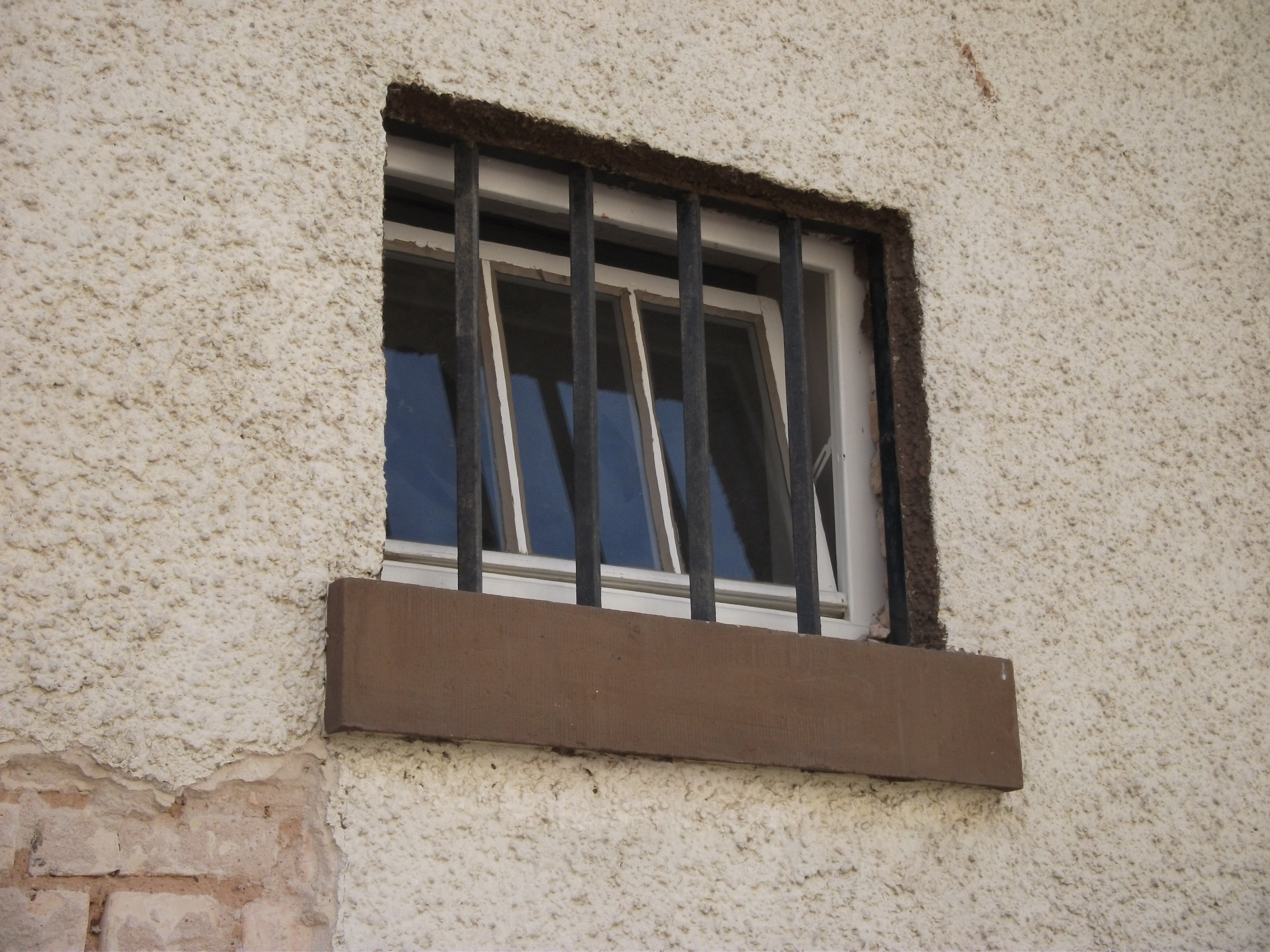
Zellenfenster von außen

## Geschichte

### Förderverein
Erstmals im Jahr 1995 wurden zunächst private Unterlagen bekannt, die auf das Lager in Neustadt hinwiesen; bei gezielter Suche fanden sich auch in öffentlichen Archiven entsprechende Dokumente. Nach langjährigen Forschungen, an denen auch der Historische Verein der Pfalz mitwirkte, wurde am 4. November 2009 der Förderverein Gedenkstätte für NS-Opfer in Neustadt gegründet.
Vorsitzender seit der Gründung bis 2021 war Eberhard Dittus (* 1954), als Religionspädagoge Bildungsreferent bei der Evangelischen Kirche der Pfalz, der Mitte der 1990er Jahre die Recherchen begonnen hatte. Am 26. Oktober 2021 trat Dittus auf ärztliches Anraten ins zweite Glied zurück; zum Nachfolger wählte die Mitgliederversammlung den bisherigen Stellvertreter Kurt Werner. Zu den Gründungsmitgliedern zählt auch Marc Weigel, damals Beigeordneter sowie Kulturdezernent von Neustadt und seit 2018 Oberbürgermeister. Das Kuratorium des Vereins leitet der ehemalige Oberbürgermeister der Stadt Speyer, Werner Schineller, sein Stellvertreter ist Oberkirchenrat Gottfried Müller. Kuratoriumsmitglieder sind u. a. Archivdirektor Hans Ammerich, Unternehmer Albrecht Hornbach von der Geländeeignerin sowie die Politiker Hans Georg Löffler, Theo Wieder, Dieter Burgard und Dieter Schiffmann.
Am 7. November 2021 wurde der Förderverein mit dem Kulturpreis 2021 der Stadt Neustadt ausgezeichnet; die Laudatio hielt Oberbürgermeister Weigel.
Die Hornbach Holding AG als Geländeeignerin lässt dem Förderverein umfangreiche Hilfe angedeihen. Beispielsweise werden bei Bedarf zusätzliche Räume für Tagungen und Schulungen zur Verfügung gestellt, und Mietzahlungen des Fördervereins fließen als Spenden wieder an diesen zurück.

## Gedenkarbeit

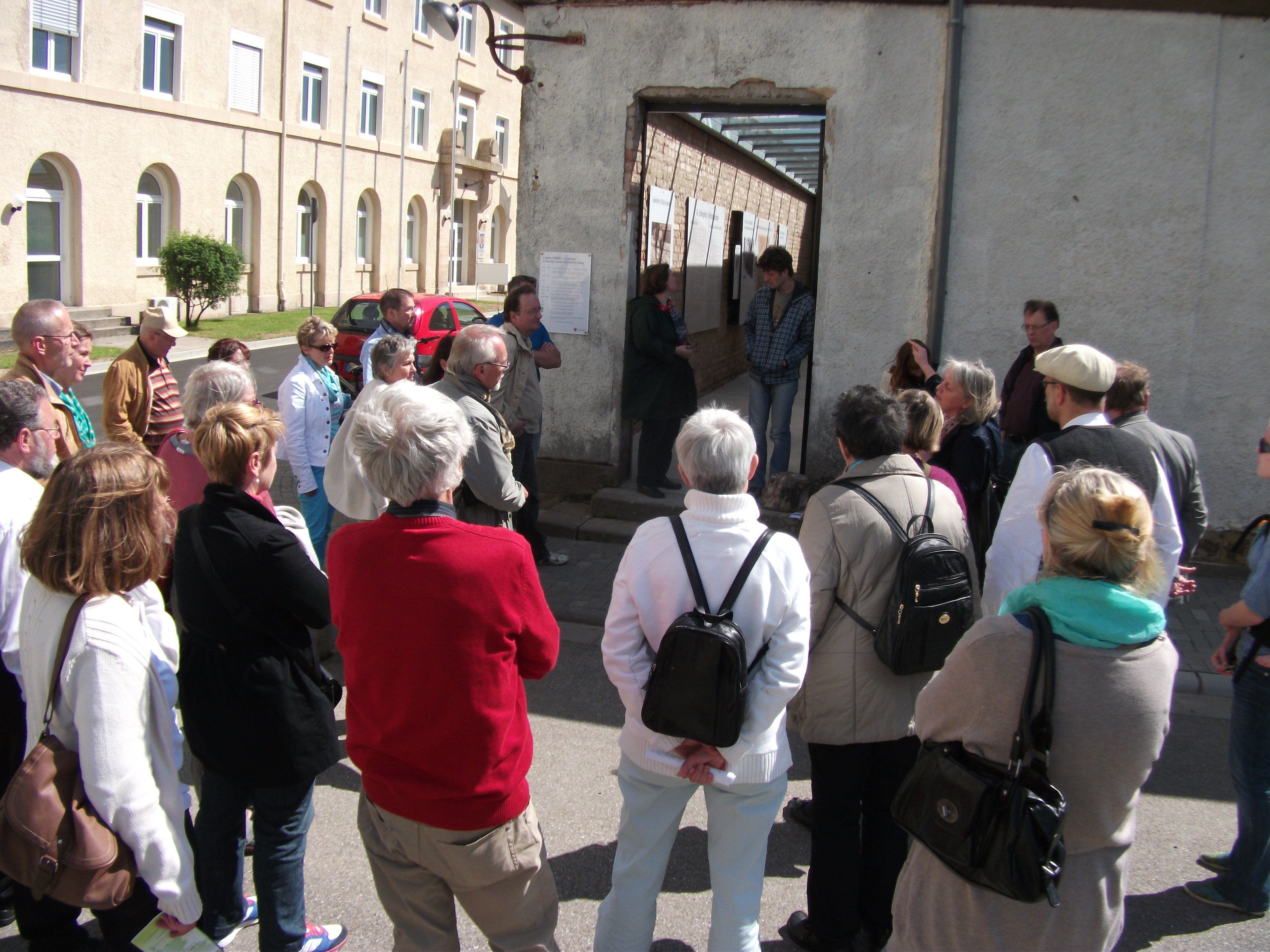
Besucherführung durch Ruth Ratter, damals MdL

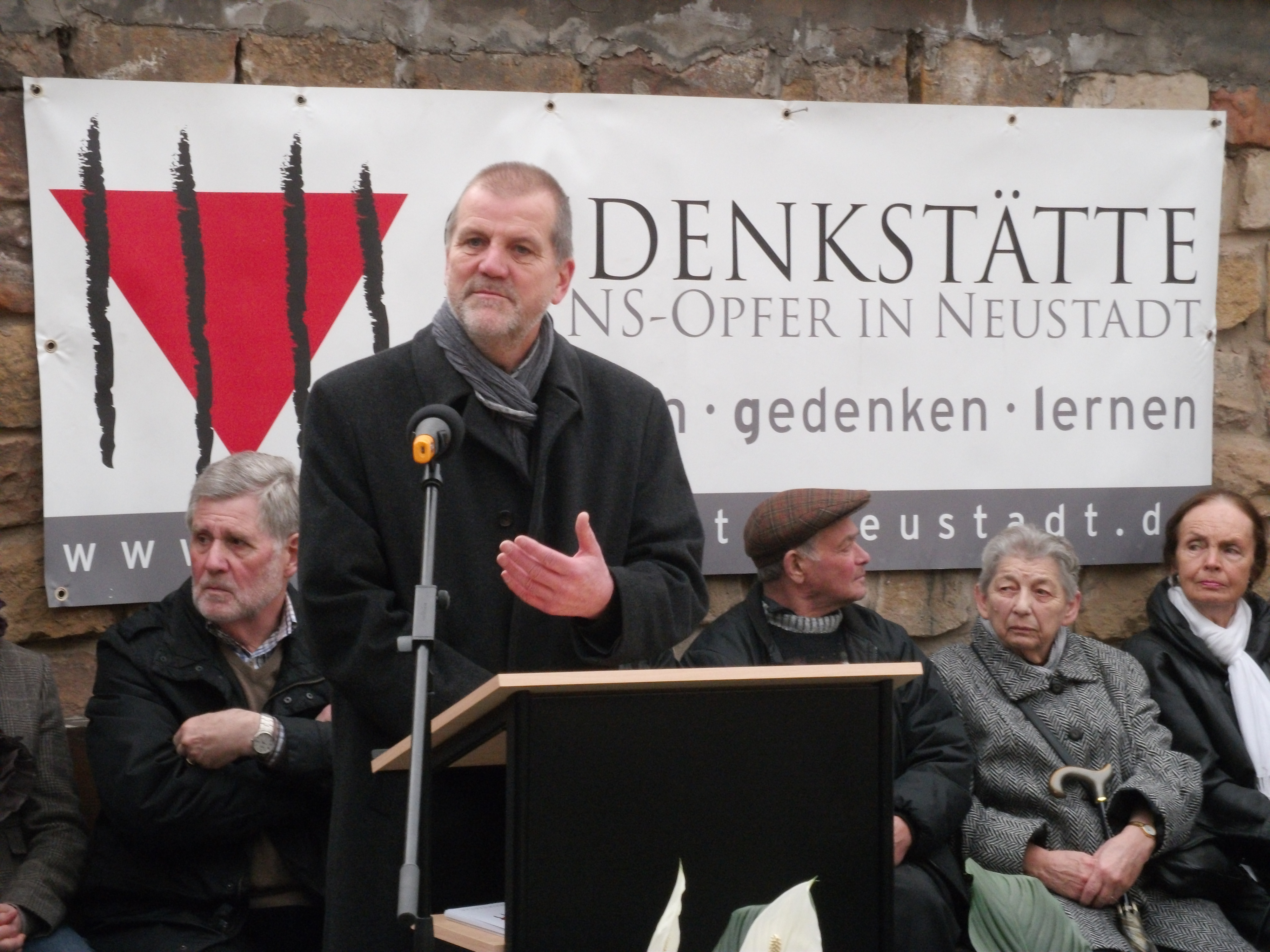
Damaliger Justizminister Jochen Hartloff bei der Eröffnung 2013

Der Förderverein ließ, unterstützt durch die Grundstückseignerin Hornbach AG sowie die Stadt Neustadt, bis Anfang des Jahres 2013 den im Lauf der Jahrzehnte marode gewordenen Gefängnisbau möglichst originalgetreu renovieren und richtete ihn als Gedenkstätte ein.
Am 10. März 2013, dem 80. Jahrestag der Inbetriebnahme des Konzentrationslagers, wurde die Gedenkstätte durch den damaligen rheinland-pfälzischen Justizminister Jochen Hartloff, der die terminlich verhinderte Schirmherrin, Ministerpräsidentin Malu Dreyer, vertrat, und den seinerzeitigen Neustadter Oberbürgermeister Hans Georg Löffler eröffnet.
Nach den Worten des Gründungsvorsitzenden des Fördervereins, Eberhard Dittus, soll das Gebäude der Öffentlichkeit, insbesondere Schulen und Schülern, als Geschichtswerkstatt dienen, die unter dem Motto „erinnern – gedenken – lernen“ steht; zudem können Führungen vereinbart werden. Für die pädagogischen Konzepte verantwortlich ist Vorstandsmitglied Ruth Ratter, ehemalige Lehrerin am Kurfürst-Ruprecht-Gymnasium Neustadt und frühere rheinland-pfälzische Landtagsabgeordnete. Die Eröffnungsrede von Albrecht Hornbach ist auf der Website des Fördervereins veröffentlicht, ebenso zwei Reden, die der spätere Oberbürgermeister Marc Weigel am 7. September bzw. 9. November 2013 in der Gedenkstätte gehalten hat.
Seit 2016 bemüht sich der Förderverein, dass das deutschlandweit einzige Denkmal für einen NS-Mörder, den ehemaligen Reichsstatthalter Josef Bürckel, vom Neustadter Hauptfriedhof entfernt oder wenigstens mit einem entsprechenden Hinweisschild versehen wird. Bürckel hatte u. a. 1940 die Deportation Tausender pfälzischer Juden nach Südfrankreich ins Lager Gurs angeordnet, wo viele von ihnen starben; die meisten Überlebenden wurden 1942 in Konzentrationslagern ermordet. Das steinerne Grabmal Bürckels, das mittlerweile aufgelassen ist und das der Volksmund „Schandmal“ nennt, wurde 2008 von der Denkmalbehörde in Mainz, ohne dass ihm eine Bedeutung als Kunstwerk zugesprochen werden konnte, als erhaltenswertes „historisches Denkmal“ eingestuft. Am 22. Oktober 2016, dem 76. Jahrestag der Judendeportationen, wurde im Rahmen einer Gedenkveranstaltung der Name auf dem Bürckel-Denkmal mit einem weißen Tuch verhüllt und ein rotes Band mit den Namen der 58 aus Neustadt deportierten Juden darübergeschlungen. Die Initiatoren vom Förderverein wollten so den Namen des tausendfachen Mörders „symbolisch auslöschen und dafür den Opfern ihre Namen zurückgeben.“

„Ich schäme mich dafür, dass meine Heimatstadt ein Bürckel-Denkmal pflegt und damit als einzige Stadt in Deutschland ermöglicht, dass Ewiggestrige einem Naziverbrecher huldigen.“

## Veranstaltungen
Der Förderverein startete seine öffentlichen Veranstaltungen in der Gedenkstätte während des Neustadter Kulturfestes Anfang Juni 2013 mit einer Ausstellung „Auschwitz – gestern und heute“. Dabei präsentierte am 2. Juni Albert H. Keil unter dem pfälzischen Titel „Zwelf Ve’wandte nie gekennt“ literarische Erinnerungen eines „nachgeborenen Zeitzeugen“ an die verlorene Zukunft von Blutsverwandten, die er nie kennenlernen durfte.
Am 7. September 2013 wurde der „Tag des offenen Denkmals“, der deutschlandweit jeweils am 2. Septembersonntag stattfindet, für Rheinland-Pfalz in der Gedenkstätte eröffnet. Zum Motto von 2013, „Jenseits des Guten und Schönen: unbequeme Denkmale“, sprach dabei – neben Vertretern des Fördervereins, der Hornbach AG und der Stadt Neustadt – auch Doris Ahnen, damals rheinland-pfälzische Ministerin für Bildung und Kultur.
Am 4. bzw. 21. Februar 2018 hielten Albert H. Keil und der Neustadter Historiker Gerhard Wunder Vorträge zu den Themen „Die «braune Pest» in Neustadt am Beispiel des Ortsteils Mußbach“ bzw. „Enteignet und beraubt – die Arisierungsaktion in Neustadt“.